# Bing Bar
Bing Bar (ранее известна как «MSN Toolbar») — это программное обеспечение, которое представляет собой панель инструментов, разработанное Microsoft.

## Описание
Bing Bar представляет собой панель инструментов для браузеров Internet Explorer и Mozilla Firefox. После интеграции предоставляет пользователям быстрый доступ к некоторым сервисам Microsoft, к примеру, Windows Live или поисковому сервису Bing. Пользовательский интерфейс поддерживает визуальные эффекты, в числе которых Windows Aero, слайды, анимацию, цвета и различные темы.
Также в возможности панели инструментов Bing Bar включен быстрый доступ к MSN порталу («новости», «покупки», «карты», «путешествия», «знаменитости», «жизнь и стиль»), страницы которого можно просматривать и организовывать из Bing Bar с помощью всплывающих эскизов без принудительного перехода на сайт. Из этой же всплывающей панели можно осуществлять поиск в конкретном разделе сайта, смотреть погоду или позицию фондового рынка, читать новости в области спорта или IT и прочих, к тому же Bing Bar может сообщать сам о самых важных новостных событиях.
Bing Bar позволяет настраивать панель инструментов, кнопки которой можно оперативно организовать, добавить новые или отсеять ненужные.
Панель инструментов содержит встроенные алгоритмы, в частности для предотвращения появлений всплывающих окон или заражения компьютера от шпионских программ, а также возможностей, которые позволяют войти в аккаунт, просматривать страницы в безопасном режиме, автозаполнение форм и прочие.
Возможности Bing Bar тесно интегрируются с поисковой системой Microsoft Bing. К тому же, к традиционным функциям поиска в Интернете, панель инструментов позволяет осуществлять поиск на других Bing службах, таких как «изображения», «видео» и «XRank». Когда пользователи производят поиск на другом поисковом движке, «строка поиска» Bing Bar будет автоматически заполнять себя, позволяя пользователям просматривать результаты и из Bing результатов.
Bing Bar также включает в себя некоторые функции Windows Live, в частности предоставляет доступ к Hotmail, Windows Live Messenger и Windows Live ID. При входе в Windows Live ID через панель инструментов пользователь получает уведомления о новых сообщениях, имеется возможность предварительного просмотра новых сообщений электронной почты в собственном Hotmail ящике, быстро отправить мгновенное сообщение или написать письмо, перейти на страницу своих контактов, а также получить доступ к другим услугам Windows Live.

## Системные требования
Для установки Bing Bar пользователи должны иметь следующие системные требования:
- Windows XP с установленным Service Pack 2, Windows Vista, Windows 7.
- Процессор 500 MHz или выше.
- Оперативная память 512 мб или выше.
- 50 мб свободного дискового пространства на жёстком диске.
- Internet Explorer 6.0 или выше
- Mozilla Firefox 3.0 или выше

Браузеры Opera, Google Chrome и Safari не поддерживаются.

### Обзоры
- Bing Bar 7.0 [Review] (нидерл.). ZDNet (11 мая 2011). Дата обращения: 29 декабря 2016. Архивировано 30 декабря 2016 года.
- Chirila, Alexandru. Bing Bar [Editor's Review] (англ.). Softpedia (29 января 2014). Дата обращения: 29 декабря 2016.
- Constine, Josh. Microsoft Releases New Version of Bing Bar Toolbar With Facebook Integration (англ.). SocialTimes. Adweek (17 февраля 2011). Дата обращения: 29 декабря 2016.
- Maus, Anna-Sophie. So werden Sie Browser-Addons los (нем.). PC Magazin[нем.] (11 июля 2013). Дата обращения: 29 декабря 2016.
- Muchmore, Michael. Bing Bar 7.0 [Review] (англ.). PC Magazine (18 февраля 2011). Дата обращения: 29 декабря 2016.